# DC Super Hero Girls: Tini szuperhősök
A DC Super Hero Girls: Tini szuperhősök (eredeti cím: DC Super Hero Girls) 2015 és 2018 között vetített amerikai internetes 2D-s számítógépes animációs kalandsorozat, amelyet Shea Fontana, Lisa Yee és Aria Moffly alkotott. Az animációs minisorozatot Amerikában 2015. október 1-jén kezdték el vetíteni a Cartoon Network-ön és a Boomerang-on, Magyarországon 2017. február 18-án kezdték el sugározni a Cartoon Network-ön.

## Ismertető
A sorozat főszereplői főként a DC univerzum hősnői és antihősnői, kik a Szuperhős Gimnázium diákjaiként megtanulják hogyan használják a szuper képességeiket, az eszüket és az akaraterejüket, hogy a holnap szuperhőseivé válhassanak. Mert a holnap szuperhőseit, ma kell kinevelni.

## Szereplők
| Szereplő         | Eredeti hang                    | Magyar hang                                        |
| ---------------- | ------------------------------- | -------------------------------------------------- |
| Batgirl          | Mae Whitman Ashlyn Madden       | Nádasi Veronika Szilágyi Csenge (2. évad, 2. fele) |
| Dongó            | Teala Dunn                      | Andrusko Marcella                                  |
| Harley Quinn     | Tara Strong                     | Nemes Takách Kata                                  |
| Méregcsók        | Tara Strong                     | Ősi Ildikó                                         |
| Katana           | Stephanie Sheh                  | Kardos Eszter (2x18. rész)                         |
| Supergirl        | Anais Fairweather               | Gáspár Kata                                        |
| Csodanő          | Grey Griffin                    | Törtei Tünde                                       |
| Gézengúz         | Greg Cipes                      | Szalay Csongor Vecsei Miklós (2. évad, 2. fele)    |
| Macskanő         | Cristina Pucelli                | Tarr Judit                                         |
| Gepárd           | Ashley Eckstein                 | Eke Angéla                                         |
| Hal Jordan       | Josh Keaton                     | Márkus Sándor                                      |
| Villám           | Josh Keaton                     | Szabó Máté Márkus Sándor (2. évad, 2. fele)        |
| Sólyomlány       | Nika Futterman                  | Bogdányi Titanilla                                 |
| Csillag Zafír    | Karen Strassman Jessica DiCicco | Peller Anna                                        |
| Csillagfény      | Hynden Walch                    | Csuha Bori Farkasházi Réka (2x18. rész)            |
| Cyborg           | Khary Payton                    | Dózsa Zoltán                                       |
| Gyilkos Fagy     | Danica McKellar                 | Ruttkay Laura (1. évad) Mezei Kitty (2-3. évad)    |
| Miss Marsi       | Cristina Pucelli                | Dögei Éva (1-2. évad) Balázsovits Edit (3. évad)   |
| Lady Shiva       | Tania Gunadi                    |                                                    |
| Nagy Barda       | Misty Lee                       | Púpos Tímea (2. évad) Mórocz Adrienn (3. évad)     |
| Mennydörgés      | Cree Summer                     |                                                    |
| Mennykő          | Kimberly Brooks                 | Köves Dóra                                         |
| Rébusz           | Yuri Lowenthal                  |                                                    |
| Amanda Waller    | Yvette Nicole Brown             | Bognár Gyöngyvér                                   |
| Gorilla Grodd    | Travis Willingham John DiMaggio | Törköly Levente                                    |
| Vadmacska        | John DiMaggio                   | Sörös Miklós (3x17. rész)                          |
| Vörös Tornádó    | Maurice LaMarche                | Jánosi Dávid                                       |
| Jim Gordon       | Tom Kenny                       | Pavletits Béla                                     |
| Bolond Himzés    | Tom Kenny                       | Joó Gábor                                          |
| Lucius Fox       | Phil LaMarr                     | Bardóczy Attila (1. évad)                          |
| Hippolyta        | Julianne Grossman               | Sipos Eszter Anna                                  |
| Steve Trevor     | Josh Keaton                     | Márkus Sándor                                      |
| Lois Lane        | Grey Griffin Alexis G. Zall     | Mórocz Adrienn                                     |
| Lena Luthor      | Romi Dames                      | Balogh Anna                                        |
| Giganta          | Grey Griffin                    | Szilágyi Csenge                                    |
| Jóságos Nagyi    | April Stewart                   | Zsurzs Kati                                        |
| Solomon Grundy   | Fred Tatasciore                 | Gardi Tamás (2. évad) Törköly Levente (3. évad)    |
| Cápakirály       | Fred Tatasciore                 | Törköly Levente                                    |
| Gyilkos Krok     | Fred Tatasciore                 | Bolla Róbert                                       |
| Árész            | Fred Tatasciore                 | Mészáros Máté                                      |
| Trigon           | Kevin Michael Richardson        | Bolla Róbert                                       |
| Mrs. Agyagpofa   | Kevin Michael Richardson        | Téglás Judit (2. évad)                             |
| Gyilkos Moly     | Phil LaMarr                     |                                                    |
| Tűzbogár         | Khary Payton                    |                                                    |
| Oroszlánsörény   | Khary Payton                    | Széles Tamás                                       |
| Merész Ikrek     | Lauren Tom                      | Sipos Eszter Anna (3. évad)                        |
| Karom            | Tara Strong                     |                                                    |
| Lashina          | Jessica DiCicco                 |                                                    |
| Mari McCabe      | Kimberly Brooks                 | Köves Dóra                                         |
| Silver St. Cloud | Grey Griffin                    | Mórocz Adrienn                                     |

## Magyar változat[1]
A szinkront az SDI Media Hungary készítette.
- Felolvasó: Endrédi Máté
- Főcímdal: Réthy Zsazsa[2]
- Magyar szöveg: Imri László
- Szinkronrendező: Aprics László
- További magyar hangok: Gardi Tamás, Púpos Tímea, Schneider Zoltán, Szabó Endre, Vámos Mónika

## Évados áttekintés
| Évad | Évad | Epizódok | Eredeti sugárzás   | Eredeti sugárzás   | Magyar sugárzás   | Magyar sugárzás   |
| Évad | Évad | Epizódok | Évadpremier        | Évadfinálé         | Évadpremier       | Évadfinálé        |
| ---- | ---- | -------- | ------------------ | ------------------ | ----------------- | ----------------- |
|      | 1    | 13       | 2015. október 1.   | 2016. február 25.  | 2017. február 18. | 2017. február 18. |
|      | 2    | 26       | 2016. április 21.  | 2017. január 22.   | 2017. június 10.  | 2017. november 5. |
|      | 3    | 26       | 2017. január 26.   | 2017. november 30. | 2018. március 3.  | 2018. július 22.  |
|      | 4    | 24       | 2018. január 18.   | 2018. június 28.   | TBA               | TBA               |
|      | 5    | 26       | 2018. augusztus 2. | 2018. december 27. | TBA               | TBA               |

## Epizódok

### 1. évad (2015–2016)
| #   | #   | Eredeti cím                     | Magyar cím                             | Rendezte       | Írta         | Eredeti premier    | Magyar premier    | Produkciós kód |
| --- | --- | ------------------------------- | -------------------------------------- | -------------- | ------------ | ------------------ | ----------------- | -------------- |
| 1.  | 1.  | Welcome to Super Hero High      | Köszöntünk a Szuperhős Gimiben         | Jennifer Coyle | Shea Fontana | 2015. október 1.   | 2017. február 18. | 101            |
| 2.  | 2.  | All About Super Hero High       | Amit a Szuperhős Gimiről tudni érdemes | Jennifer Coyle | Shea Fontana | 2015. október 9.   | 2017. február 18. | 102            |
| 3.  | 3.  | Roomies                         | Szobatársak                            | Jennifer Coyle | Shea Fontana | 2015. október 9.   | 2017. február 18. | 103            |
| 4.  | 4.  | Crazy Quiltin                   | Ruhatervezés                           | Jennifer Coyle | Shea Fontana | 2015. október 22.  | 2017. február 18. | 104            |
| 5.  | 5.  | Power Outage                    | Üzemzavar                              | Jennifer Coyle | Shea Fontana | 2015. november 6.  | 2017. február 18. | 105            |
| 6.  | 6.  | Fall Into Super Hero High       | Harley filmje                          | Jennifer Coyle | Shea Fontana | 2015. november 20. | 2017. február 18. | 106            |
| 7.  | 7.  | Hero of the Month: Poison Ivy   | A hónap hőse: Méregcsók                | Jennifer Coyle | Shea Fontana | 2015. december 3.  | 2017. február 18. | 111            |
| 8.  | 8.  | Designing Disaster              | A legrosszabb jelmez                   | Jennifer Coyle | Shea Fontana | 2015. december 17. | 2017. február 18. | 107            |
| 9.  | 9.  | Weaponomics                     | Fegyvertan                             | Jennifer Coyle | Shea Fontana | 2015. december 22. | 2017. február 18. | 110            |
| 10. | 10. | Clubbing                        | Szakkörök                              | Jennifer Coyle | Shea Fontana | 2016. január 14.   | 2017. február 18. | 109            |
| 11. | 11. | Hero of the Month: Bumblebee    | A hónap hőse: Dongó                    | Jennifer Coyle | Shea Fontana | 2016. január 28.   | 2017. február 18. | 108            |
| 12. | 12. | Saving the Day                  | A nap hősei                            | Jennifer Coyle | Shea Fontana | 2016. február 11.  | 2017. február 18. | 112            |
| 13. | 13. | Hero of the Month: Wonder Woman | A hónap hőse: Csodanő                  | Jennifer Coyle | Shea Fontana | 2016. február 25.  | 2017. február 18. | 113            |

### 2. évad (2016–2017)
| #   | #   | Eredeti cím                             | Magyar cím                          | Rendezte                   | Írta         | Eredeti premier      | Magyar premier    | Produkciós kód |
| --- | --- | --------------------------------------- | ----------------------------------- | -------------------------- | ------------ | -------------------- | ----------------- | -------------- |
| 14. | 1.  | New Beginnings                          | Új kezdetek                         | Cecilia Aranovich Hamilton | Shea Fontana | 2016. április 26.    | 2017. június 10.  | 201            |
| 15. | 2.  | Hero of the Month: Supergirl            | A hónap hőse: Supergirl             | Cecilia Aranovich Hamilton | Shea Fontana | 2016. március 5.     | 2017. június 10.  | 202            |
| 16. | 3.  | Batgirl vs. Supergirl                   | Batgirl Supergirl ellen             | Cecilia Aranovich Hamilton | Nina Bargiel | 2016. március 19.    | 2017. június 10.  | 203            |
| 17. | 4.  | Quinn-tessential Harley                 | Harley, a híresség                  | Cecilia Aranovich Hamilton | Nina Bargiel | 2016. június 2.      | 2017. június 10.  | 204            |
| 18. | 5.  | Hero of the Month: Harley Quinn         | A hónap hőse: Harley Quinn          | Cecilia Aranovich Hamilton | Shea Fontana | 2016. június 16.     | 2017. június 10.  | 205            |
| 19. | 6.  | License to Fly                          | Repülési engedély                   | Cecilia Aranovich Hamilton | Nina Bargiel | 2016. június 30.     | 2017. június 10.  | 206            |
| 20. | 7.  | Hero of the Month: Batgirl              | A hónap hőse: Batgirl               | Cecilia Aranovich Hamilton | Shea Fontana | 2016. július 14.     | 2017. június 10.  | 208            |
| 21. | 8.  | Doubles Trouble                         | Páros bajok                         | Cecilia Aranovich Hamilton | Nina Bargiel | 2016. július 28.     | 2017. június 10.  | 209            |
| 22. | 9.  | Franken-Ivy                             | Franken-Méregcsók                   | Cecilia Aranovich Hamilton | Nina Bargiel | 2016. augusztus 9.   | 2017. június 10.  | 210            |
| 23. | 10. | Hero of the Month: Katana               | A hónap hőse: Katana                | Cecilia Aranovich Hamilton | Shea Fontana | 2016. augusztus 11.  | 2017. június 10.  | 211            |
| 24. | 11. | Dude, Where's My Invisible Jet?         | Hé, hol a láthatatlan repülőm?      | Cecilia Aranovich Hamilton | Nina Bargiel | 2016. augusztus 25.  | 2017. november 5. | 215            |
| 25. | 12. | Hero of the Month: Frost                | A hónap hőse: Fagy                  | Cecilia Aranovich Hamilton | Shea Fontana | 2016. szeptember 6.  | Nem mutatták be   | 214            |
| 26. | 13. | The Blunder Games                       | A pechesek viadala                  | Cecilia Aranovich Hamilton | Nina Bargiel | 2016. szeptember 8.  | 2017. június 10.  | 212            |
| 27. | 14. | Hawkgirl's Day Off                      | Sólyomlány szabadnapja              | Cecilia Aranovich Hamilton | Nina Bargiel | 2016. szeptember 22. | 2017. november 5. | 216            |
| 28. | 15. | Hero of the Month: Hawkgirl             | A hónap hőse: Sólyomlány            | Cecilia Aranovich Hamilton | Shea Fontana | 2016. október 4.     | 2017. november 5. | 217            |
| 29. | 16. | The Cheetah Who Cried Wolf              | A Gepárd, aki farkast kiáltott      | Cecilia Aranovich Hamilton | Shea Fontana | 2016. október 10.    | 2017. június 10.  | 213            |
| 30. | 17. | Ring of Mire                            | Pocsolya gyűrű                      | Cecilia Aranovich Hamilton | Shea Fontana | 2016. október 20.    | 2017. november 5. | 219            |
| 31. | 18. | Hero of the Month: Star Sapphire        | A hónap hőse: Csillag Zafír         | Cecilia Aranovich Hamilton | Shea Fontana | 2016. november 1.    | 2017. november 5. | 220            |
| 32. | 19. | Ultimate Accessory                      | A tökéletes kiegészítő              | Cecilia Aranovich Hamilton | Shea Fontana | 2016. november 3.    | 2017. november 5. | 218            |
| 33. | 20. | Riddle of the Heart                     | A szív rébuszai                     | Cecilia Aranovich Hamilton | Shea Fontana | 2016. november 17.   | 2017. november 5. | 222            |
| 34. | 21. | Heros of the Month: Cyborg and Starfire | A hónap hőse: Cyborg és Csillagfény | Cecilia Aranovich Hamilton | Shea Fontana | 2016. november 29.   | 2017. november 5. | 223            |
| 35. | 22. | Roomies Return: Frost's Bite            | Fagy fázik                          | Cecilia Aranovich Hamilton | Nina Bargiel | 2016. december 1.    | 2017. november 5. | 224            |
| 36. | 23. | The Odd Couple                          | Furcsa páros                        | Cecilia Aranovich Hamilton | Nina Bargiel | 2016. december 15.   | 2017. november 5. | 225            |
| 37. | 24. | Cold Blooded                            | A megfázás                          | Cecilia Aranovich Hamilton | Shea Fontana | 2016. december 20.   | 2017. november 5. | 227            |
| 38. | 25. | Hero of the Month: Lady Shiva           | A hónap hőse: Lady Shiva            | Cecilia Aranovich Hamilton | Shea Fontana | 2017. január 12.     | 2017. november 5. | 226            |
| 39. | 26. | Hero of the Month: Beast Boy            | A hónap hőse: Gézengúz              | Cecilia Aranovich Hamilton | Shea Fontana | 2017. február 9.     | 2017. november 5. | 228            |

### 3. évad (2017)
| #   | #   | Eredeti cím                       | Magyar cím                          | Rendezte         | Írta         | Eredeti premier    | Magyar premier     | Magyar premier   | Produkciós kód |
| #   | #   | Eredeti cím                       | Magyar cím                          | Rendezte         | Írta         | Eredeti premier    | Cartoon Network    | YouTube          | Produkciós kód |
| --- | --- | --------------------------------- | ----------------------------------- | ---------------- | ------------ | ------------------ | ------------------ | ---------------- | -------------- |
| 40. | 1.  | Batnapped                         | Elrabolva                           | Jennifer Coyle   | Shea Fontana | 2017. január 26.   | 2018. március 3.   | 2018. május 15.  | 301            |
| 41. | 2.  | Surprise                          | Meglepetés!                         | Jennifer Coyle   | Shea Fontana | 2017. február 2.   | 2018. április 7.   | 2018. május 21.  | 306            |
| 42. | 3.  | Tales from the Kryptomites Part 1 | Mesék a kriptomitákról, 1. rész     | Jennifer Coyle   | Shea Fontana | 2017. február 16.  | 2018. március 17.  | 2018. május 15.  | 303            |
| 43. | 4.  | Tales from the Kryptomites Part 2 | Mesék a kriptomitákról, 2. rész     | Jennifer Coyle   | Shea Fontana | 2017. február 23.  | 2018. március 24.  | 2018. május 21.  | 304            |
| 44. | 5.  | Seeing Red                        | Vörös köd                           | Jennifer Coyle   | Shea Fontana | 2017. március 2.   | 2018. március 31.  | 2018. május 21.  | 305            |
| 45. | 6.  | Spring Prison Break               | Tavaszi szöktetés                   | Jennifer Coyle   | Shea Fontana | 2017. március 9.   | 2018. március 10.  | 2018. május 15.  | 302            |
| 46. | 7.  | Around Metropolis in 80 Seconds   | 80 másodperc alatt Metropolis körül | Jennifer Coyle   | Shea Fontana | 2017. március 16.  |                    | 2018. május 22.  | 307            |
| 47. | 8.  | For Art's Sake                    | A művészetért!                      | Jennifer Coyle   | Shea Fontana | 2017. május 4.     | 2018. április 21.  | 2018. május 22.  | 308            |
| 48. | 9.  | Wildside Part 1                   | Megvadulva, 1. rész                 | Jennifer Coyle   | Shea Fontana | 2017. május 11.    | 2018. április 28.  | 2018. május 22.  | 309            |
| 49. | 10. | Wildside Part 2                   | Megvadulva, 2. rész                 | Jennifer Coyle   | Shea Fontana | 2017. május 18.    | 2018. május 5.     | 2018. május 28.  | 310            |
| 50. | 11. | Day of Fun-Ship                   | Móka és kacagás                     | Brandon McKinney | Shea Fontana | 2017. június 1.    | Nem mutatták be    | Nem mutatták be  | 311            |
| 51. | 12. | The Ares Up There                 | Hívatlan vendég                     | Brandon McKinney | Shea Fontana | 2017. június 8.    | 2018. május 12.    | 2018. május 28.  | 312            |
| 52. | 13. | Stealth 101 Part 1                | Bevezetés a lopakodásba, 1. rész    | Brandon McKinney | Shea Fontana | 2017. június 15.   | 2018. május 19.    | 2018. május 28.  | 313            |
| 53. | 14. | Stealth 101 Part 2                | Bevezetés a lopakodásba, 2. rész    | Brandon McKinney | Shea Fontana | 2017. június 22.   | 2018. május 26.    | 2018. május 29.  | 314            |
| 54. | 15. | A Fury Scorned                    | A Fúriák szökése                    | Brandon McKinney | Shea Fontana | 2017. június 29.   |                    | 2018. május 29.  | 315            |
| 55. | 16. | Body Electric                     | Áramszünet                          | Brandon McKinney | Shea Fontana | 2017. július 6.    | 2018. június 10.   | 2018. május 29.  | 316            |
| 56. | 17. | Techless Tuesday                  | Kütyük nélkül                       | Brandon McKinney | Shea Fontana | 2017. július 13.   |                    | 2018. június 4.  | 317            |
| 57. | 18. | Fresh Ares Part 1                 | Árész visszatér, 1. rész            | Brandon McKinney | Shea Fontana | 2017. július 20.   | 2018. június 23.   | 2018. június 4.  | 318            |
| 58. | 19. | Fresh Ares Part 2                 | Árész visszatér, 2. rész            | Brandon McKinney | Shea Fontana | 2017. július 27.   | 2018. június 30.   | 2018. június 4.  | 319            |
| 59. | 20. | Fresh Ares Part 3                 | Árész visszatér, 3. rész            | Brandon McKinney | Shea Fontana | 2017. augusztus 3. | 2018. július 7.    |                  | 320            |
| 60. | 21. | Gorilla Warfare                   | Gorilla hadviselés                  | Brandon McKinney | Shea Fontana | 2017. október 26.  | 2018. július 22.   |                  | 321            |
| 61. | 22. | Fight Flub                        | Harcosok klubja                     | Brandon McKinney | Shea Fontana | 2017. november 2.  |                    | 2018. június 11. | 322            |
| 62. | 23. | Jetsetters                        | Légi veszedelem                     | Brandon McKinney | Shea Fontana | 2017. november 9.  | 2018. augusztus 5. | 2018. június 11. | 323            |
| 63. | 24. | New Perry-Spective                | Perry, a paradémon                  | Brandon McKinney | Shea Fontana | 2017. november 19. |                    | 2018. június 11. | 324            |
| 64. | 25. | Dog Day After School              | Négylábú látogató                   | Brandon McKinney | Shea Fontana | 2017. november 23. |                    | 2018. június 12. | 325            |
| 65. | 26. | It's A Superful Life              | Az élet csodálatos                  | Brandon McKinney | Shea Fontana | 2017. november 30. |                    | 2018. június 12. | 326            |

### 4. évad (2018)
| #   | #   | Eredeti cím                  | Rendezte                                 | Írta         | Eredeti premier   | Produkciós kód |
| --- | --- | ---------------------------- | ---------------------------------------- | ------------ | ----------------- | -------------- |
| 66. | 1.  | Ring Me Maybe Part 1         | Cecilia Aranovich Hamilton, Ian Hamilton | Shea Fontana | 2018. január 18.  | 401            |
| 67. | 2.  | Ring Me Maybe Part 2         | Cecilia Aranovich Hamilton, Ian Hamilton | Shea Fontana | 2018. január 25.  | 402            |
| 68. | 3.  | Ring Me Maybe Part 3         | Cecilia Aranovich Hamilton, Ian Hamilton | Shea Fontana | 2018. február 1.  | 403            |
| 69. | 4.  | Ring Me Maybe Part 4         | Cecilia Aranovich Hamilton, Ian Hamilton | Shea Fontana | 2018. február 8.  | 404            |
| 70. | 5.  | Fish Out of Water Part 1     | Cecilia Aranovich Hamilton, Ian Hamilton | Shea Fontana | 2018. február 15. | 405            |
| 71. | 6.  | Fish Out of Water Part 2     | Cecilia Aranovich Hamilton, Ian Hamilton | Shea Fontana | 2018. február 22. | 406            |
| 72. | 7.  | Gone to the Dogs Part 1      | Cecilia Aranovich Hamilton, Ian Hamilton | Shea Fontana | 2018. március 1.  | 407            |
| 73. | 8.  | Gone to the Dogs Part 2      | Cecilia Aranovich Hamilton, Ian Hamilton | Shea Fontana | 2018. március 8.  | 408            |
| 74. | 9.  | Pets Peeved Part 1           | Cecilia Aranovich Hamilton, Ian Hamilton | Shea Fontana | 2018. március 15. | 409            |
| 75. | 10. | Pets Peeved Part 2           | Cecilia Aranovich Hamilton, Ian Hamilton | Shea Fontana | 2018. március 22. | 410            |
| 76. | 11. | Ha-Ha Horticulture           | Cecilia Aranovich Hamilton, Ian Hamilton | Shea Fontana | 2018. március 29. | 411            |
| 77. | 12. | Truth of the Lasso Part 1    | Cecilia Aranovich Hamilton, Ian Hamilton | Shea Fontana | 2018. április 5.  | 412            |
| 78. | 13. | Truth of the Lasso Part 2    | Cecilia Aranovich Hamilton, Ian Hamilton | Shea Fontana | 2018. április 12. | 413            |
| 79. | 14. | Truth of the Lasso Part 3    | Cecilia Aranovich Hamilton, Ian Hamilton | Shea Fontana | 2018. április 19. | 414            |
| 80. | 15. | Truth of the Lasso Part 4    | Cecilia Aranovich Hamilton, Ian Hamilton | Shea Fontana | 2018. április 26. | 415            |
| 81. | 16. | Nevermore Part 1             | Cecilia Aranovich Hamilton, Ian Hamilton | Shea Fontana | 2018. május 3.    | 416            |
| 82. | 17. | Nevermore Part 2             | Cecilia Aranovich Hamilton, Ian Hamilton | Shea Fontana | 2018. május 10.   | 417            |
| 83. | 18. | Nevermore Part 3             | Cecilia Aranovich Hamilton, Ian Hamilton | Shea Fontana | 2018. május 17.   | 418            |
| 84. | 19. | Nevermore Part 4             | Cecilia Aranovich Hamilton, Ian Hamilton | Shea Fontana | 2018. május 24.   | 419            |
| 85. | 20. | Drive Me Crazy               | Cecilia Aranovich Hamilton, Ian Hamilton | Shea Fontana | 2018. május 31.   | 420            |
| 86. | 21. | Tamaranean Dance Club Part 1 | Cecilia Aranovich Hamilton, Ian Hamilton | Shea Fontana | 2018. június 7.   | 421            |
| 87. | 22. | Tamaranean Dance Club Part 2 | Cecilia Aranovich Hamilton, Ian Hamilton | Shea Fontana | 2018. június 14.  | 422            |
| 88. | 23. | Fly By Night                 | Cecilia Aranovich Hamilton, Ian Hamilton | Shea Fontana | 2018. június 21.  | 423            |
| 89. | 24. | By the Yearbook              | Cecilia Aranovich Hamilton, Ian Hamilton | Shea Fontana | 2018. június 28.  | 424            |

### 5. évad (2018)
| #    | #   | Eredeti cím                     | Rendezte                                 | Írta                 | Eredeti premier      | Produkciós kód |
| ---- | --- | ------------------------------- | ---------------------------------------- | -------------------- | -------------------- | -------------- |
| 90.  | 1.  | Spell-shocked Part 1            | Scott O'Brien                            | Patrick Rieger       | 2018. augusztus 2.   | 501            |
| 91.  | 2.  | Spell-shocked Part 2            | Scott O'Brien                            | Patrick Rieger       | 2018. augusztus 9.   | 502            |
| 92.  | 3.  | Kid Napped                      | Scott O'Brien                            | Meghan Fitzmartin    | 2018. augusztus 16.  | 503            |
| 93.  | 4.  | Bottle Episode                  | Scott O'Brien                            | Patrick Rieger       | 2018. augusztus 23.  | 504            |
| 94.  | 5.  | Career Day                      | Scott O'Brien                            | Shaene Siders        | 2018. augusztus 30.  | 505            |
| 95.  | 6.  | Mood Ring                       | Scott O'Brien                            | Jessie Greenberg     | 2018. szeptember 6.  | 506            |
| 96.  | 7.  | Stage Fright                    | Scott O'Brien                            | Anne Mortensen-Agnew | 2018. szeptember 13. | 507            |
| 97.  | 8.  | Hackgirl                        | Scott O'Brien                            | Shaene Siders        | 2018. szeptember 20. | 508            |
| 98.  | 9.  | My New Best Friend              | Scott O'Brien                            | Joelle Sellner       | 2018. szeptember 27. | 509            |
| 99.  | 10. | Anti Hall Monitor Part 1        | Scott O'Brien                            | Jeremy Adams         | 2018. október 4.     | 510            |
| 100. | 11. | Anti Hall Monitor Part 2        | Scott O'Brien                            | Jeremy Adams         | 2018. október 11.    | 511            |
| 101. | 12. | Haunted Harley                  | Scott O'Brien                            | Joelle Sellner       | 2018. október 18.    | 512            |
| 102. | 13. | All Pets Are Off                | Tod Carter, Zach Mekelburg               | Joelle Sellner       | 2018. október 25.    | 513            |
| 103. | 14. | The Wobble                      | Tod Carter, Zach Mekelburg               | Amy Wolfram          | 2018. november 1.    | 514            |
| 104. | 15. | Rolling Blunder                 | Tod Carter, Zach Mekelburg               | Amy Wolfram          | 2018. november 8.    | 515            |
| 105. | 16. | Target Practice                 | Tod Carter, Zach Mekelburg               | Jessie Greenberg     | 2018. november 15.   | 516            |
| 106. | 17. | Mindscape                       | Tod Carter, Zach Mekelburg               | Anne Mortensen-Agnew | 2018. november 22.   | 517            |
| 107. | 18. | For The Girl Who Has Everything | Tod Carter, Zach Mekelburg               | Jeremy Adams         | 2018. november 29.   | 518            |
| 108. | 19. | Missing Martian                 | Tod Carter, Zach Mekelburg               | Denise Downer        | 2018. december 6.    | 519            |
| 109. | 20. | Water Water Nowhere             | Tod Carter, Zach Mekelburg               | Denise Downer        | 2018. december 13.   | 520            |
| 110. | 21. | Fortress of Solidarity Part 1   | Cecilia Aranovich Hamilton, Ian Hamilton | Shea Fontana         | 2018. december 20.   | 521            |
| 111. | 22. | Fortress of Solidarity Part 2   | Cecilia Aranovich Hamilton, Ian Hamilton | Shea Fontana         | 2018. december 20.   | 522            |
| 112. | 23. | Super Gift Swap                 | Patrick Rieger                           | Scott O'Brien        | 2018. december 22.   | 523            |
| 113. | 24. | My So Called Anti Life Part 1   | Tod Carter, Zach Mekelburg               | Joelle Sellner       | 2018. december 27.   | 524            |
| 114. | 25. | My So Called Anti Life Part 2   | Tod Carter, Zach Mekelburg               | Patrick Rieger       | 2018. december 27.   | 525            |
| 115. | 26. | My So Called Anti Life Part 3   | Tod Carter, Zach Mekelburg               | Jeremy Adams         | 2018. december 27.   | 526            |

## Különkiadás
| Eredeti cím                          | Magyar cím                                               | Rendezte       | Írta         | Eredeti premier                                                                                | Magyar premier    |
| ------------------------------------ | -------------------------------------------------------- | -------------- | ------------ | ---------------------------------------------------------------------------------------------- | ----------------- |
| DC Super Hero Girls: Super Hero High | DC Super Hero Girls: Tini szuperhősök – A Szuperhős Gimi | Jennifer Coyle | Shea Fontana | 2016. március 19. (Boomerang) 2016. május 21. (Boomerang UK) 2016. május 30. (Cartoon Network) | 2017. február 18. |

## Filmek
| Eredeti cím                                  | Magyar cím                                 | Rendezte                        | Írta         | Eredeti premier     | Magyar premier       |
| -------------------------------------------- | ------------------------------------------ | ------------------------------- | ------------ | ------------------- | -------------------- |
| DC Super Hero Girls: Hero of the Year        | Tini szuperhősök – Az év hőse              | Cecilia Aranovich               | Shea Fontana | 2016. augusztus 23. | 2016. szeptember 21. |
| DC Super Hero Girls: Intergalactic Games     | Tini szuperhősök – Intergalaktikus játékok | Cecilia Aranovich               | Shea Fontana | 2017. május 23.     | 2017. június 7.      |
| Lego DC Super Hero Girls: Brain Drain        | Lego Tini szuperhősök – Agymosás           | Todd Grimes                     | Jeremy Adams | 2017. augusztus 8.  | 2017. augusztus 30.  |
| Lego DC Super Hero Girls: Super-Villain High | Lego Tini szuperhősök – Gonosz gimi        | Elsa Garagarza                  | Jeremy Adams | 2018. május 15.     | 2018. május 23.      |
| DC Super Hero Girls: Legends of Atlantis     |                                            | Cecilia Aranovich, Ian Hamilton | Shea Fontana | 2018. október 2.    |                      |

## Lego DC Super Hero Girls

### Epizódok
| #   | Eredeti cím              | Rendezte      | Írta                        | Eredeti premier   |
| --- | ------------------------ | ------------- | --------------------------- | ----------------- |
| 1.  | Body Building            | TBA           | Joelle Sellner              | 2017. április 7.  |
| 2.  | Crazed and Confused      | TBA           | Joelle Sellner              | 2017. április 7.  |
| 3.  | Need for Speed           | TBA           | Joelle Sellner              | 2017. április 7.  |
| 4.  | Trading Places           | TBA           | Joelle Sellner              | 2017. április 7.  |
| 5.  | Showdown                 | TBA           | Joelle Sellner              | 2017. április 12. |
| 6.  | Wonder Waitress          | TBA           | Joelle Sellner              | 2017. április 12. |
| 7.  | Galactic Wonder Part I   | Elsa Gargarza | Jennifer Muro, Tim Sheridan | 2017. április 27. |
| 8.  | Galactic Wonder Part II  | Elsa Gargarza | Jennifer Muro, Tim Sheridan | 2017. április 27. |
| 9.  | Galactic Wonder Part III | Elsa Gargarza | Jennifer Muro, Tim Sheridan | 2017. április 27. |
| 10. | Galactic Wonder Part IV  | Elsa Gargarza | Jennifer Muro, Tim Sheridan | 2017. április 27. |
| 11. | Galactic Wonder Part V   | Elsa Gargarza | Jennifer Muro, Tim Sheridan | 2017. április 27. |

### Különkiadás
| Eredeti cím                               | Magyar cím                                                    | Rendezte      | Írta                        | Eredeti premier                                                 | Magyar premier   |
| ----------------------------------------- | ------------------------------------------------------------- | ------------- | --------------------------- | --------------------------------------------------------------- | ---------------- |
| Lego DC Super Hero Girls: Galactic Wonder | LEGO DC Super Hero Girls: Tini szuperhősök – Galaktikus csoda | Elsa Gargarza | Jennifer Muro, Tim Sheridan | 2017. október 13. (Boomerang) 2019. január 4. (Cartoon Network) | 2021. július 14. |